# Cheile Diavolului, Eifel

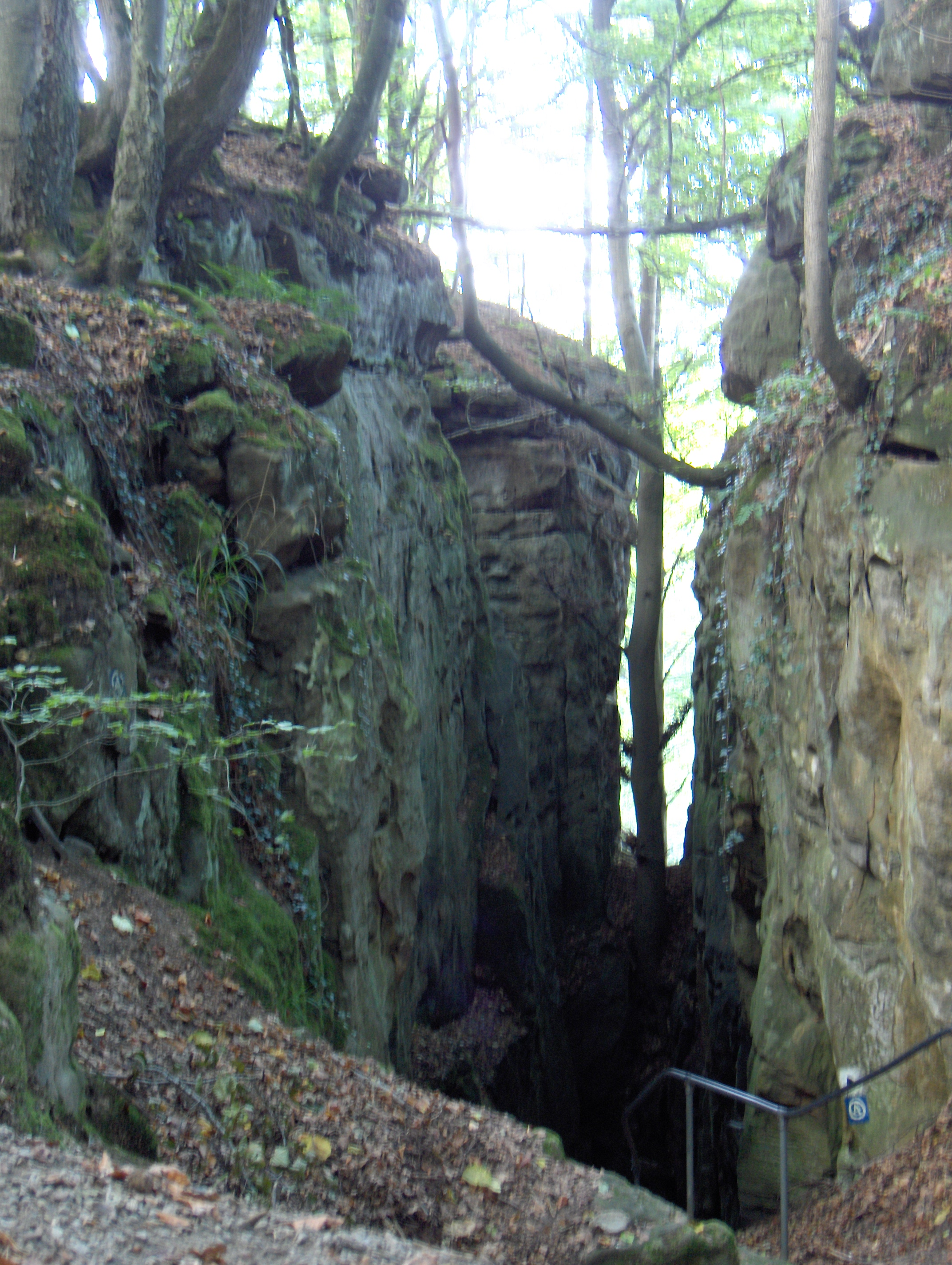
Cheile Diavolului

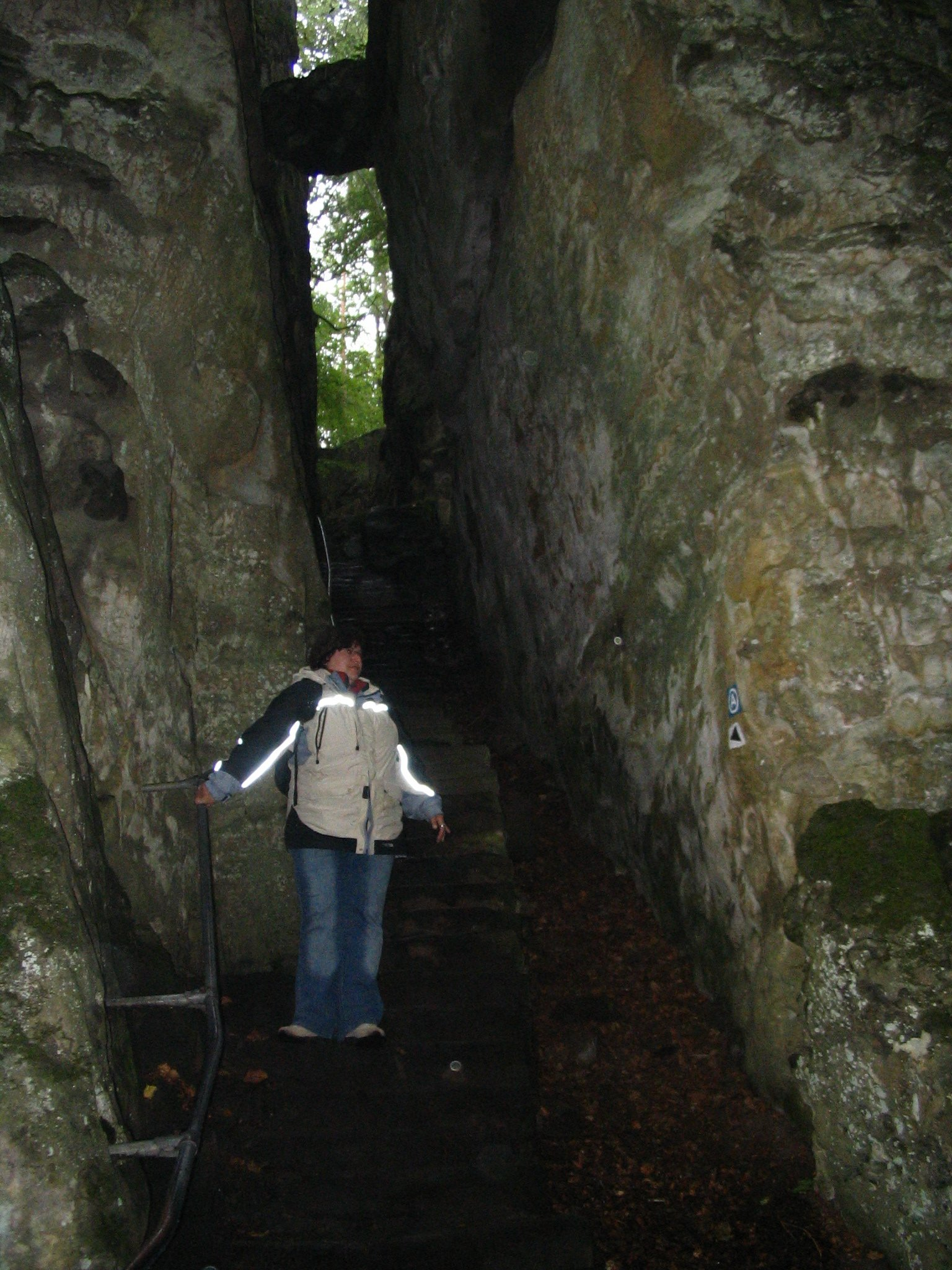

Cheile Diavolului se află la marginea Platolui Ferschweiler în Parcul Național Germano-Luxemburghez din regiunea de sud a munților Eifel în apropiere de localitatea Irrel. Defileul a luat naștere în ultima perioadă de glaciațiune cu 10.000 de ani în urmă, ca urmare a unor prăbușiri de teren. Probabil cauza formării defileului este schimbarea bruscă a condițiilor climatice și a unei infiltrații masive de apă în fisurile stâncilor. Acest fenomen a dus la destabilizarea rocilor de natură diferită. Azi această teorie este dovedită prin o serie de stânci care atână în aer fiind pe cale de prăbușire. Cheile Diavolului sunt de fapt un defileu cu o lățime între 1 și 5 m, flancat de formațiuni stâncoase bizare.